# Скулме Валентин
Скулме Валентин, латис. Valentīns Skulme (*21 квітня 1922, Рига — †12 вересня 1989) — латвійський актор. Заслужений артист Латвії (1971).
Народився 21 квітня 1922 р. Закінчив Театральну студію (1949).
Знявся в українських фільмах: «300 років тому…» (1956, епізодично), «Люди не все знають» (1964), «Помилка Оноре де Бальзака» (1968, Юрій Мнішек).
Помер 12 вересня 1989 року.

## Фільмографія
- 1957 — «Рита» — епізод
- 1963 — «Під землею» — патрульний